# Piznie, Kozeleț
Piznie (în ucraineană Пізнє) este un sat în comuna Brîhînți din raionul Kozeleț, regiunea Cernihiv, Ucraina.

## Demografie
Componența lingvistică a localității Piznie
     Ucraineană (100%)
Conform recensământului din 2001, toată populația localității Piznie era vorbitoare de ucraineană (100%).